# Stade Claude-Papi
Le stade Claude Papi (en corse : Stadiu Claude Papi) est un stade omnisports (servant principalement pour le football et l'athlétisme) situé dans la commune de Porto-Vecchio, en Corse du Sud.
Le stade, doté de 1 200 places, sert d'enceinte à domicile à l'équipe de football de l'Association sportive Porto Vecchio, ainsi qu'à l'équipe de rugby à XV du Porto-Vecchio XV.
Il porte le nom de Claude Papi, ancien footballeur international originaire de la ville.

## Histoire
Il porte le nom de Claude Papi depuis son décès en 1983.
La piste d'athlétisme est rénovée en 2019, pour un coût total de 1,5 million €.